# Klaus Wöller
Klaus Wöller, nemški rokometaš, * 23. april 1956.
Leta 1984 je na poletnih olimpijskih igrah v Los Angelesu v sestavi zahodnonemške rokometne reprezentance osvojil srebrno olimpijsko medaljo.